# Autorun
L'Autorun o Autoplay (scritti anche AutoRun o AutoPlay) è la funzionalità di alcuni Sistemi Operativi di eseguire automaticamente delle operazioni all'inserimento di un'unità rimovibile quale un CD o un DVD. Nei sistemi Microsoft Windows l'autorun è, invece, limitato per le chiavi USB e non è teoricamente possibile, per esempio, installare automaticamente un software.

## Uso comune
L'AutoRun è spesso utilizzato per installare automaticamente un programma, senza che l'utente debba manualmente accedere all'unità e avviare il file di installazione.

## Sicurezza
L'AutoRun è stato più volte criticato nell'ambito della sicurezza, dato che potrebbe installare automaticamente un software malevolo.

## Microsoft Windows
In Microsoft Windows l'autorun è gestito direttamente da Explorer, che provvede ad analizzare il contenuto dell'unità e ad avviare il programma più idoneo. Tuttavia, è possibile controllare quale contenuto deve essere automaticamente caricato attraverso lo speciale file autorun.inf.
Nella maggior parte delle versioni di Microsoft Windows si può impedire l'autorun tenendo premuto il tasto shift mentre si inserisce l'unità esterna.

## Autorun.inf
Il file "autorun.inf" contiene le istruzioni che il sistema dovrà eseguire all'inserimento o al collegamento della periferica. È un semplice file di testo con estensione ".inf", posto nella cartella principale dell'unità di memoria.
```
[autorun]
open=nomefile.exe
icon=icona.ico
label=nome visualizzato della periferica

```

Nell'esempio precedente "nomefile.exe" è il nome del file eseguibile e "icona.ico" è il file dell'icona che apparirà al posto dell'icona di default in "Risorse del computer". Esiste anche la possibilità di dare altre indicazioni (come icon, label, action...).
Se non viene specificata l'icona sarà utilizzata quella di sistema dell'unità. Se non si specifica l'etichetta verrà usato il nome della periferica.
Nel caso si voglia aprire una pagina Web è possibile utilizzare la funzione "start"; nel caso però non sia installato un browser sul computer dell'utente verrà visualizzato un antiestetico errore.
```
[autorun]
open=start index.html

```

In sistemi Windows recenti (da Windows 95 in poi), per evitare l'apparizione di una finestra DOS che viene mostrata usando il precedente metodo, si può anche usare il comando "shellexecute". Ad esempio:
```
[autorun]
shellexecute=index.html

```